# Personnalisation
 (mars 2009).
Améliorez-le ou discutez des points à vérifier. 
La personnalisation peut être une action d'ordre matériel (modification impliquant une activité physique sur l'objet) ou phénomène psychologique quasi-anthropologique d'identification d'un artefact à une forme humaine, une personne, une fonction sociale.

## Description
Dans le langage courant moderne la personnalisation est l'appropriation d'un médium électronique, écrit ou d’un produit de consommation effectuée selon des données personnelles fournies par un usager, ou par la volonté de l'utilisateur lui-même. Il y a trois grandes familles de personnalisations :
- personnalisation active : l'utilisateur prend en charge le produit manufacturé et le modifie intuitivement ou logiquement pour l'adapter à son utilisation.
- passive : le fournisseur, l'industriel, le prestataire de service ajuste son produit fini en fonction de paramètres qui caractérisent ses utilisateurs.
- interactive : La personnalisation de contenu est en train d'évoluer à très grande vitesse grâce aux progrès de l'interactivité et de l'intelligence artificielle : un produit peut être livré "neutre" puis "apprendre" et s'auto-designer ou se reprogrammer au contact de l'usager alors simultanément actif et passif dans le processus de personnalisation interactif.

Sur le web, la personnalisation implique la création automatique de pages web qui s’adaptent aux intérêts de l’internaute. La personnalisation s’organise selon des données implicites (fureteurs, provenances, parcours observé dans un site, etc.) ou explicites (informations fournies par l’internaute sur ses préférences). L’expression « sur mesure » est parfois utilisée lorsqu’il est question de données explicites.
Par exemple, le site web pourra proposer une vidéo interactive personnalisée en temps réel. En effet, la vidéo peut maintenant se personnaliser en temps réel en fonction de chaque internaute pour lui présenter un contenu unique et adapté à ses propres besoins. Elle propose également des interactions (sous forme de zones cliquables/textuelles) permettant d’affiner la personnalisation. Le spectateur devient acteur dans l’histoire. Il peut par exemple poser des questions, répondre à des questionnaires, payer ses factures à travers la vidéo, etc. 
Dans les médias écrits, que ce soit des magazines ou des publications promotionnelles, la personnalisation s’effectue à partir de bases de données d’informations et utilise parfois la technique de fusion de fichiers dans le marketing direct. Non seulement le document écrit s’adresse-t-il directement par son nom au lecteur concerné, mais le contenu (les articles ou même la publicité) est plus particulièrement ciblé selon les caractéristiques de ce dernier.
Le même principe de personnalisation a été repris du reste par l’industrie de l’objet promotionnel (tasse, t-shirt, porte-clés, etc.), du jeu vidéo (par exemple, Les Sims) ou même de la littérature pour enfants qui offre maintenant des livres personnalisés - que l’on pense au Create-A-Book américain qui a lancé l’aventure au début des années 1980 ou plus récemment à Alphakid au Canada qui personnalise le texte et les illustrations de ses livres. Il existe également le même concept sur la littérature à personnaliser, ou les livres de loisirs à créer.
Des industriels plus avant-gardistes, comme Nike pour répondre à une communauté de clients délicats et prêts à payer le prix, ont même fait de la personnalisation (appelée dans le vocabulaire des collectionneurs "customisation", "custom", "kustom", "tuning") la figure de proue de leur image de marque, avec notamment le projet Nike-ID.
Ce positionnement avant-gardiste a commencé à se diffuser dans le monde industriel et devient aujourd'hui plus une modalité de consommation qu'une simple "tendance" ou objet de luxe pour clients très particuliers. On voit donc de nombreux commerces ou plus souvent des sites internets (permettant la visualisation des créations en temps réel) :
- Dans l'univers de la mode/textile
- Dans l'univers de la téléphonie
- Dans l'univers alimentaire
- Dans l'univers du luxe / bijouterie
- Dans l'univers des protections pour appareils numériques nomades comme les tablettes, les smartphones ou liseuses électroniques etc.

Sur le plan des technologies, on trouve de plus en plus de solutions permettant de proposer des expériences de personnalisation avancées au client.
Les vidéos interactives personnalisées en temps réel se modifient en direct grâce au data mining (géolocalisation, activités sur le site ou autres informations connues). Elles reposent sur une technique d’apprentissage automatique (machine learning) pour présenter un contenu unique à chaque individu. En France, des acteurs comme Pitney Bowes et Brainsonic proposent des dispositifs similaires.
Des chercheurs associés à des industriels font avancer la qualité de la personnalisation des artefacts en nourrissant l'espoir d'arriver un jour à produire des objets complexes standards (donc bon marché pour une grande distribution) et aussi extrêmement personnalisables, notamment le digital human laboratory a Tokyo et nombre d'études cognitives et sociologiques.